# Технічний проєкт гірничого підприємства
Техні́чний проє́кт гірни́чого підприє́мства – сукупність документації, що містить технічні рішення по гірничого об’єкту, який проєктується, а також початкові дані для розробки робочої документації. 

## Зміст технічного проєкту гірничого підприємства
У розділах технічного проєкту гірничого об’єкту повинні бути вирішені наступні питання:
- 1. Загальна пояснювальна записка. У цьому розділі наводяться: підстава для розробки проєкту, продуктивність об’єкту, техніко-економічні показники, основні проєктні рішення, капітальні вкладення, черговість будівництва і терміни введення об’єкту в експлуатацію.
- 2. Техніко-економічна частина. Включає: обґрунтування місця будівництва і продуктивності об’єкту, характеристики корисної копалини і продуктів її переробки, спосіб доставки сировини, джерела водо-, енерго- і матеріалопостачання, режим роботи об’єкту в цілому та окремих дільниць (цехів), розрахунок штатів і зарплати, продуктивність праці, виробничі зв’язки з іншими підприємствами, обсяг і вартість житлового будівництва, аналіз загальних капітальних вкладень, вартість видобутку (збагачення) 1 т сировини і собівартість концентратів, порівняння техніко-економічних показників проєктованого об’єкту з показниками підприємств-аналогів, вимоги до інших галузей у зв’язку з будівництвом гірничого підприємства, дані про необхідність проведення додаткових науково-дослідних і дослідно-конструкторських робіт.
- 3. Генеральний план, транспорт і рекультивація порушених земель. Розділ містить основні показники генерального плану, а також планувальні рішення розташування будинків, споруд, складів, залізничних колій, автодоріг та інших інженерних комунікацій на промисловому майданчику гірничого об’єкту.
- 4. Технологія виробництва, забезпечення енергоресурсами і захист навколишнього середовища.  Розділ включає: характеристику мінеральної сировини, що видобувається (переробляється), зокрема її фізичні і хімічні властивості, речовинний, мінералогічний і гранулометричний склад, міцнісні характеристики. Зроблено вибір і обґрунтування технології, основного обладнання і варіантів його розміщення, варіантів внутрішнього транспорту, схеми електропостачання, компресорної, повітряної і вакуумної станцій. Визначено місткість бункерів і складів, потребу в паливі, реагентах і матеріалах, встановлену і споживану потужність, витрати електроенергії на видобування (переробку) 1 т сировини. Організацію ремонту обладнання, випробування і контролю технологічних процесів. Заходи щодо охорони навколишнього середовища, зокрема очищення сушильних газів, нейтралізації промислових стоків тощо.
- 5. Організація праці і система управління виробництвом. Розділ містить режим праці і відпочинку, штати трудящих, заходи щодо техніки безпеки, організацію управління виробництвом.
- 6. Будівельна частина. Для надземних об’єктів включає плани і розрізи будинків та споруд із зазначенням їх розмірів, площі, обсяг, типу конструкцій і матеріалів. Обрано джерела технічної і питної води, місце розташування і методи укладання відходів та очищення стічних вод, схеми водопостачання, каналізації і санітарне устаткування. Визначено витрати технічної і питної води, кількості тепла і енергії для опалення, вентиляції і кондиціонування повітря. Рішення по побутовому обслуговуванню трудящих. Для підземних об’єктів включає дані стосовно підготовчих гірничих робіт необхідних і достатніх для запуску копальні у експлуатацію.
- 7. Організація будівництва. Розділ містить плани і графіки будівництва гірничого об’єкту, методи виконання будівельних робіт, розрахунки обсягів основних будівельних і монтажних робіт, потреби в будівельних матеріалах, механізмах, електроенергії, воді, парі, визначення потреби в будівельних кадрах і заходи щодо забезпечення їх житлом.
- 8. Організація підготовки до освоєння проєктних потужностей і їхнє освоєння в нормативний термін. Наведено організаційні, технічні та інші заходи щодо забезпечення освоєння потужностей.
- 9. Житлове будівництво. Розділ містить графік і обсяг будівництва житлового фонду для забезпечення трудящих гірничого підприємства житлом.
- 10. Кошторисна частина. Включає комплект документів про вартість будівництва гірничого підприємства та окремих його об’єктів.
- 11. Графічна частина проєкту. Складається в мінімально необхідному обсязі і включає: технологічну схему, схему обладнання, конструктивні плани і розрізи виробничих цехів з нанесенням основного обладнання в масштабі 1:100 або 1:200, схему електропостачання, ситуаційний план місцевості, генеральний план гірничого підприємства в масштабі від 1:500 до 1:2000, заходи щодо рекультивації земель, зайнятих під відвальне господарство.

Технічний проєкт виконують у суворій відповідності з чинними нормативами, погоджують у Держгіртехнагляді. Після затвердження проєкту замовником дозволяється його фінансування, замовлення обладнання і розробка робочих креслень.

## Окремі приклади
- ТЕХНІЧНИЙ ПРОЄКТ НА БУДІВНИЦТВО СВЕРДЛОВИНИ - сновний документ, який складається при проєктуванні робіт з будівництва нафтових і газових свердловин. Т.п. на б.с. містить усі дані, необхідні для складання кошторису на будівництво свердловини. Т.п. на б.с. можна складати для групи свердловин – груповий технічний проєкт чи для однієї свердловини – індивідуальний технічний проєкт. Т.п. на б.с. складається спеціалізованими організаціями (інститутами) у відповідності із завданням на проєктування, яке видається титуловласнику.

Т.п. на б.с. охоплює такі обов’язкові розділи: орографія району; геологічна частина; промислово-геофізичні та дослідницькі роботи; підготовчі роботи до будівництва свердловин; бурове обладнання – вежі, привежові споруди і котельна; технологія проведення і кріплення свердловини; випробування свердловини на продуктивність; обґрунтування тривалості будівництва свердловини; мала механізація процесів буріння; техніка безпеки; промислова санітарія та протипожежні заходи (додаткові відомості, необхідні для складання проєктно-кошторисної документації); перелік свердловин і їх техніко-економічні показники. До Т.п. на б.с. додаються геолого-технічний наряд і схема транспортних зв’язків із вказуванням під’їзних шляхів. 